# Устьевое
У́стьевое — посёлок в Соболевском районе Камчатского края России. Административный центр и единственный населённый пункт Устьевого сельского поселения.

## География
Посёлок находится на берегу Охотского моря, возле устья реки Воровская.

## История
Посёлок образован при бывшем рыбозаводе № 6 Соболевского района. В 1959 году получил современное название по своем месторасположению вблизи устья реки Воровская.

## Сельское поселение
Статус и границы сельского поселения установлены Законом Камчатской области от 22 октября 2004 года № 224 «Об установлении границ муниципальных образований, расположенных на территории Соболевского района Камчатской области, и о наделении их статусом муниципального района, сельского поселения».

## Население
| 2002 | 2010 | 2012 | 2013 | 2014 | 2015 | 2016 | 2017 |
| ---- | ---- | ---- | ---- | ---- | ---- | ---- | ---- |
| 612  | ↘384 | ↗385 | ↘374 | ↘373 | ↗384 | ↘381 | ↘378 |
| 2018 | 2019 | 2020 | 2021 | 2023 |      |      |      |
| ↘377 | ↗387 | ↗401 | ↘363 | ↘342 |      |      |      |

## Улицы
- ул. Октябрьская,
- ул. Набережная,
- ул. Речная.

## Экономика
Жители занимаются рыболовством.